# Ciugudu de Jos
Ciugudu de Jos – wieś w Rumunii, w okręgu Alba, w gminie Unirea. W 2011 roku liczyła 355 mieszkańców.